# اوی پاسمائه
اوی پاسمائه (استونیایی: Eevi Paasmäe؛ زادهٔ ۱۱ مهٔ ۱۹۵۲) سیاستمدار و نماینده مجلس اهل استونی بود.